# Hirundo
Hirundo es un género de aves passeriformes de la familia Hirundinidae. Casi todas sus especies son oriundas del Viejo Mundo, excepto la golondrina común (Hirundo rustica), la cual es cosmopolita y también puede encontrarse en América.

## Especies
El género contiene quince especies:
- Hirundo rustica Linnaeus, 1758 — golondrina común;
- Hirundo lucida Hartlaub, 1858 — golondrina de Guinea;
- Hirundo angolensis Barboza du Bocage, 1868 — golondrina angoleña;
- Hirundo tahitica Gmelin, 1789 — golondrina del Pacífico;
- Hirundo domicola Jerdon, 1841 — golondrina de los Nilgiri;
- Hirundo neoxena Gould, 1842 — golondrina australiana;
- Hirundo albigularis Strickland, 1849 — golondrina gorgiblanca;
- Hirundo aethiopica Blanford, 1869 — golondrina etiópica;
- Hirundo smithii Leach, 1818 — golondrina colilarga;
- Hirundo atrocaerulea Sundevall, 1850 — golondrina azul;
- Hirundo nigrita Gray, 1845 — golondrina negrita;
- Hirundo leucosoma Swainson, 1837 — golondrina alipinta;
- Hirundo megaensis Benson, 1942 — golondrina coliblanca;
- Hirundo nigrorufa Barboza du Bocage, 1877 — golondrina rojinegra;
- Hirundo dimidiata Sundevall, 1850 — golondrina perlada.